# Metalurgická laboratoř
Metalurgická laboratoř (často zkráceně Met Lab, anglicky Metallurgical Laboratory) byla tajná vědecká laboratoř na Chicagské univerzitě. Byla založena v únoru 1942, původně za účelem studia a využití nově objeveného prvku plutonia, ale záhy se stala součástí nově vzniklého projektu Manhattan. V roce 1944 v ní pracovalo přes 2000 vědců a techniků, šlo o jedno z nejvýznamnějších pracovišť projektu vůbec, a po tajné laboratoři v Los Alamos (kam byl v listopadu 1942 z Chicaga přesunut vývoj a konstrukce samotné atomové bomby) jeho největší vědecko-výzkumná základna.:s.82
V srpnu 1942 laboratoř jako první chemicky oddělila vážitelný vzorek plutonia a následně se proto zabývala výzkumem chemie a metalurgie plutonia. Ve spolupráci s firmou DuPont vyvinula první průmyslově využitelnou metodu separace plutonia od uranu a zbytků štěpení, tzv. bismut fosfátový proces. Dále navrhla první jaderné reaktory na světě. Ryze experimentální Chicago Pile-1 ověřil proveditelnost řízené štěpné reakce (na tento experiment navazovali reaktory Chicago Pile-2 a Chicago Pile-3). Navrhla rovněž reaktory pro výrobu plutonia: reaktor X-10 v Oak Ridge (krycí označení Site X) a již ryze produkční reaktory B, D a F v Hanfordu (Site Y).
V laboratoři pracovalo několik stávajících a budoucích nositelů Nobelovy ceny: Arthur Compton, Ital Enrico Fermi, Němec James Franck, Glenn Seaborg a Maďar Eugene Wigner. Met Lab byla 1. července 1946 převedena ze správy univerzity do sítě federálně financovaných národních laboratoří jako Argonne National Laboratory (dále sem patří např. Los Alamos National Laboratory nebo Oak Ridge National Laboratory). Práce Met Lab vedla také ke vzniku Institutu Enrica Fermiho (EFI: Enrico Fermi Institute) a Institutu Jamese Francka (JFI: James Franck Institute), oba tyto instituty zůstávají součástí univerzity.

## Okolnosti vzniku tajné laboratoře
Objev jaderného štěpení uranu německými chemiky Otto Hahnem a Fritzem Strassmannem v prosinci 1938, který krátce poté pojmenovala, popsala a teoreticky vysvětlila Lise Meitnerová ve spolupráci s Otto Frischem otevřel možnost, že neutrony vzniklé štěpením mohou vytvořit řízenou řetězovou jadernou reakci. Na Kolumbijské univerzitě začali italský fyzik Enrico Fermi a maďarský fyzik Leó Szilárd zkoumat, jak by toho bylo možné dosáhnout.:s.256–263:s.8–10
V srpnu 1939 Szilárd vypracoval důvěrný dopis prezidentovi Spojených států Franklinu D. Rooseveltovi, v němž varoval před možností projektu německé jaderné zbraně, a přesvědčil svého starého přítele a spolupracovníka Alberta Einsteina, aby jej spolupodepsal – tzv. Einstein-Szilárdův list. To vedlo k podpoře výzkumu jaderného štěpení ze strany americké vlády, která se postupně rozšiřovala, tak jak válečný konflikt eskaloval a také se rozrůstaly nové poznatky z jaderné fyziky.
V dubnu 1941 požádal mezitím vzniklý Národní výbor pro obranný výzkum (NDRC: National Defense Research Committee) Arthura Comptona, nositele Nobelovy ceny za fyziku a profesora na Chicagské univerzitě, aby podal zprávu o tzv. uranovém programu. Dánský fyzik Niels Bohr (Nobelova cena 1922) a John Wheeler společně publikovali významné články o mechanismu jaderného štěpení a mimo jiné vyslovili předpoklad, že těžké izotopy s lichými protonovými (atomovými) čísly, jako je plutonium-239, jsou štěpné. Italský fyzik Emilio Segrè a Glenn Seaborg vyrobili na Kalifornské univerzitě v květnu 1941 v tamním cyklotronu 28 mikrogramů plutonia a zjistili některé jeho základní vlastnosti.:s.36–38:s.82
V cyklotronech však bylo možné vytvořit jen nepatrná množství plutonia 239 a tento postup tak byl zcela nevhodný pro průmyslovou výrobu. Arthur Compton se proto radil s maďarským fyzikem Eugenem Wignerem (který v té době pracoval na Princetonské univerzitě) o tom, jak by se plutonium dalo vyrobit v jaderném reaktoru ostřelováním uranu neutrony. S Robertem Serberem z Illinoiské univerzity pak řešil, jak by plutonium vyrobené v reaktoru dalo oddělit od zbylého uranu, dalších složek původní uranové rudy a štěpných produktů, které při reakci vznikly.:s.192–193:s.46–49
20. prosince 1941, tedy jen několik dní po japonském útoku na Pearl Harbor a následném vstupu USA do války, byl Compton pověřen vedením projektu plutonia. Jeho cílem bylo vyrobit reaktory pro přeměnu uranu na plutonium, najít způsob, jak chemicky oddělit plutonium od uranu, a navrhnout a sestrojit atomovou bombu. Ačkoli žádný reaktor ještě nebyl postaven, vědci již vytvořili několik různých, ale slibných koncepcí. Bylo na Comptonovi, aby rozhodl, který z nich bude realizován. Navrhl velmi ambiciózní plán, jehož cílem bylo dosáhnout řízené řetězové jaderné reakce do ledna 1943 a mít k dispozici atomovou bombu do ledna 1945 (reaktor Chicago Pile-1 byl poprvé spuštěn 2. prosince 1942, tedy ještě před plánovaným termínem, dokončení atomové bomby se oproti tomuto plánu zpozdilo, ale jen o několik měsíců).:s.50–55, 180–181:s.88
Compton měl pocit, že týmy na celkem čtyřech univerzitách (Columbia, Princeton, Chicago a California se příliš dublují a nespolupracují dostatečně. Chtěl proto soustředit práci na jednom místě, ale nikdo se nechtěl stěhovat a každý argumentoval ve prospěch svého místa. V lednu 1942 Compton rozhodl soustředit práci na svém vlastním pracovišti, na Chicagské univerzitě, kde věděl, že má neochvějnou podporu vedení univerzity, zatímco Kolumbijská univerzita byla zapojena také do úsilí o obohacování uranu a váhala, zda přidat další tajný projekt. K rozhodnutí přispěla i centrální poloha Chicaga a rovněž dostupnost vědců, techniků a zařízení na Středozápadě USA, která ještě nebyla ovlivněna přesuny na jiné válečné projekty. Rovněž bydlení bylo snadněji dostupné a vnitrozemské město bylo méně zranitelné vůči nepřátelskému útoku.:s.399–400:s.88:s.80

## Založení tajné laboratoře

### Týmy a personál

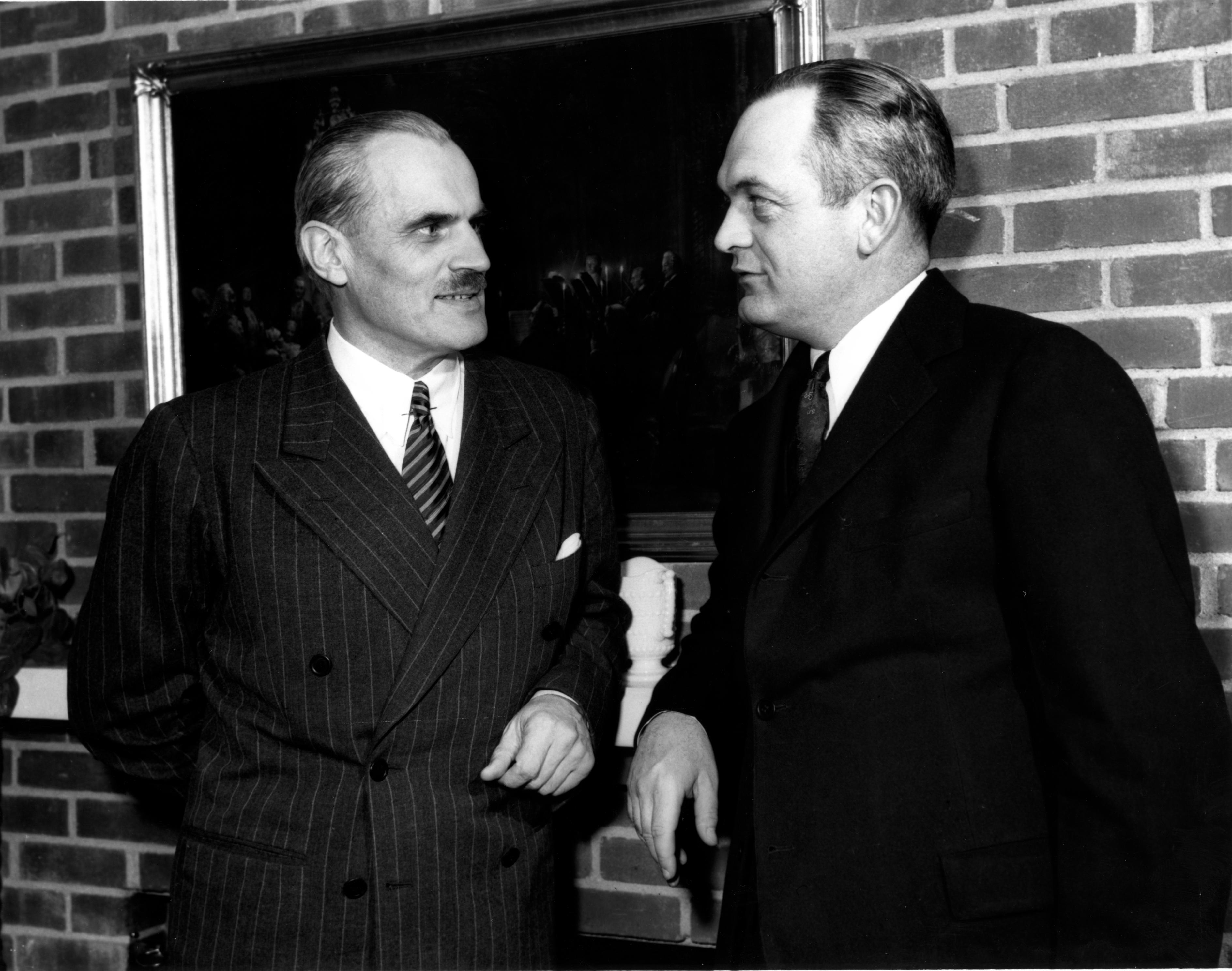
Arthur Compton, šéf Metalurgické laboratoře a Martin D. Whitaker, ředitel Clinton Laboratories v Oak Ridge.

Nové výzkumné pracoviště vzniklo v únoru 1942 a dostalo krycí název “Metallurgical Laboratory“ neboli zkráceně “Met Lab“. Chicagská univerzita skutečně uvažovala o založení výzkumného ústavu pro kovy (po válce tak učinila), takže vznik pracoviště s tímto názvem nevzbudil velkou pozornost. Comptonův plutoniový projekt se pak stal známým jako „Metalurgický projekt“. Laboratoř spravovala Chicagská univerzita na základě smlouvy s Úřadem pro vědecký výzkum a vývoj (OSRD: Office of Scientific Research and Development), který ji financoval. OSRD vznikla jako federální agentura v polovině roku 1941 (její ředitel Vannevar Bush se zodpovídal přímo prezidentovi) a nahradila výše popsanou instituci NDRC.:s.82
Na Comptonově metalurgickém projektu, známém také jako „projekt Pile“ nebo „X-10“, se podílelo přes 5000 lidí v celkem 70 výzkumných skupinách, z nichž asi 2000 pracovalo přímo v metalurgické laboratoři v Chicago. Navzdory nabízeným dobrým platům byl nábor kvalifikovaných odborníků obtížný. O vědce, techniky a inženýry se ucházela konkurence z jiných projektů souvisejících s obranou a Chicago (tehdy po New Yorku druhé největší město v USA ) bylo ve srovnání s menšími univerzitními městy drahé.:s.83:s.636:s.24–25:s.S2–S5, 1.1.
V rámci projektu zpočátku mimo jiné existovaly tři fyzikální skupiny, které vedli Samuel King Allison, italský fyzik Enrico Fermi (jeho tým postavil v Chicagu první zkušební jaderný reaktor na světě Chicago Pile-1) a Martin D. Whitaker. Chemické oddělení vedl kanadský chemik Frank Spedding, později ho vystřídal Herbert McCoy a poté německý fyzik James Franck. V červnu 1942 Compton pověřil vedením konstrukce bomby Roberta Oppenheimera. V listopadu 1942 se z něj stal samostatný projekt, známý jako Projekt Y, který byl celý přesunut do nově vzniklého tajného města Los Alamos v Novém Mexiku (před příchodem vědců zde existovala jen malá Los Alamos Ranch School).:s.82, 127–131
V srpnu 1942 oficiálně vznikl projekt Manhattan, jeho řízení převzala armáda a byly do něj postupně soustředěny všechny výzkumné, vývojové i výrobní aktivity, které jakkoli souvisely s vývojem atomové bomby, výrobou štěpného materiálu nebo dalšími potřebnými technologiemi. Od 17. února 1943 se přímým nadřízeným Arthura Comptona stal generál Leslie Groves (šéf celého projektu Manhattan) a od května téhož roku armáda kompletně převzala financování a řízení laboratoře (předtím byla Met Lab podřízena sekci S-1 v rámci federální agentury OSRD).:s.2.1.:s.21–22

### Místa a budovy

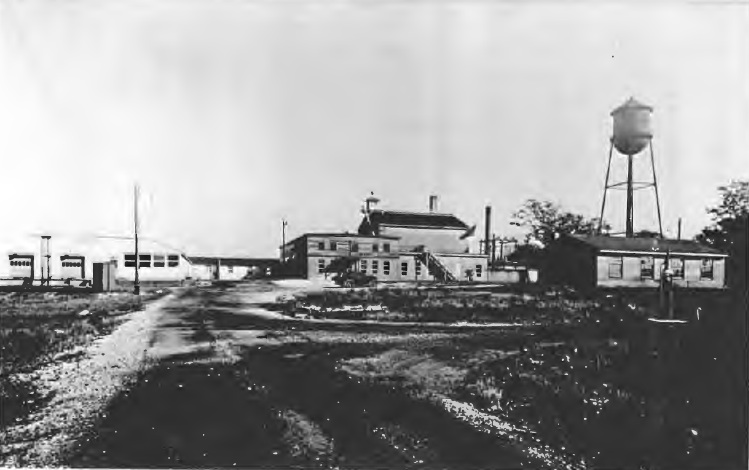
Argonne Laboratory v lokalitě s krycím označení Site A. Byly zde postaveny reaktory CP-2 a CP-3.

Zpočátku většinu laboratorních zařízení a budov poskytovala Chicagská univerzita. Fyzikové zabrali prostory pod severní a západní tribunou stadiónu Stagg Field (zde byl později také postaven první reaktor Chicago Pile-1) a v budově Service Building, kde byl cyklotron. Chemici převzali Laboratoř George Herberta Jonese a Kentovu chemickou laboratoř. Zdravotnická skupina zabrala prostory v Anatomy Building, Drexel House, Billings Hospital a Killis Laboratory a administrativní kanceláře byly umístěny do Eckhart Hall.:s.2.3–2.5
Leó Szilárd později napsal, že „(pracovní) morálka vědců by se dala téměř zakreslit do grafu spočítáním počtu světel, která svítí večer v kancelářích v Eckhart Hall“. Když projektu přestaly stačit prostory v Eckhart Hall, zabral nedalekou Ryerson Hall. Metalurgická laboratoř nakonec zabírala přibližně 19 000 metrů čtverečních plochy kampusu. V budovách, které laboratoř využívala, byly provedeny úpravy za více než 130 000 dolarů (přibližně 2,35 miliónu USD v cenách roku 2023), ale Chicagská univerzita musela nést také náklady na úpravy pro uživatele, kteří byli kvůli laboratoři přemístěni do jiných, náhradních prostor.:s.2.3–2.5
Chicagská univerzita rovněž poskytla projektu Manhattan pozemek na kterém byly tenisové kurty, za symbolický pronájem jednoho dolaru pro výstavbu nové budovy pro chemiky. Firma Stone a Webster zahájila práce v září 1942 a v prosinci byla budova dokončena. Brzy se ukázalo, že je příliš malá, proto k pronájmu byl přidán přilehlý pozemek na němž byla postavena přístavba o větší rozloze než původní budova (dokončena v listopadu 1943). Poté byly provedeny rozsáhlé práce na ventilačním systému, aby laboratoř mohla bezpečněji pracovat s plutoniem.:s.2.7–2.8
V dubnu 1943 byl dán k dispozici pozemek s ledárnou a stájemi ve vlastnictví univerzity v Chicagu, který dostal krycí označení Site B. Byl přestavěn tak, aby poskytl skoro 6 tisíc metrů čtverečních laboratoři a dílnám pro zdravotnickou a metalurgickou skupinu. V březnu 1944 byla od státu Illinois pronajata 124. polní dělostřelecká zbrojnice, aby poskytla další prostory, a bylo postaveno nebo pronajato dalších asi 33 000 metrů čtverečních prostor za 2 miliony dolarů (přes 33 miliónů v cenách roku 2023).:s.2.7–2.8
Jak z důvodu utajení, tak z bezpečnostních důvodů nebylo žádoucí umístit zařízení pro pokusy s jadernými reaktory v hustě obydleném Chicagu (i když první pokusný reaktor byl postaven přímo pod tribunou stadiónu, jak již bylo zmíněno). Pro další experimenty ale Arthur Compton vybral zcela nové místo v Argonnském lese, který je součástí lesní rezervace okresu Cook County, přes 30 kilometrů jihozápadně od centra Chicaga. Místo dostalo krycí označení Site A. Ministerstvo války si od okresu Cook County pronajalo asi 440 hektarů pozemků na „dobu trvání války plus jeden rok“, opět za symbolický jeden dolar. Výstavba zařízení včetně laboratoří a servisních budov a příjezdové cesty byla zahájena v září 1942 a dokončena počátkem roku 1943. Arthur Compton jmenoval Enrica Fermiho prvním ředitelem této nově vzniklé Argonnské laboratoře.:s.46–47:s.2.6:s.21–22

## Vývoj experimentálních reaktorů

### Chicago Pile-1

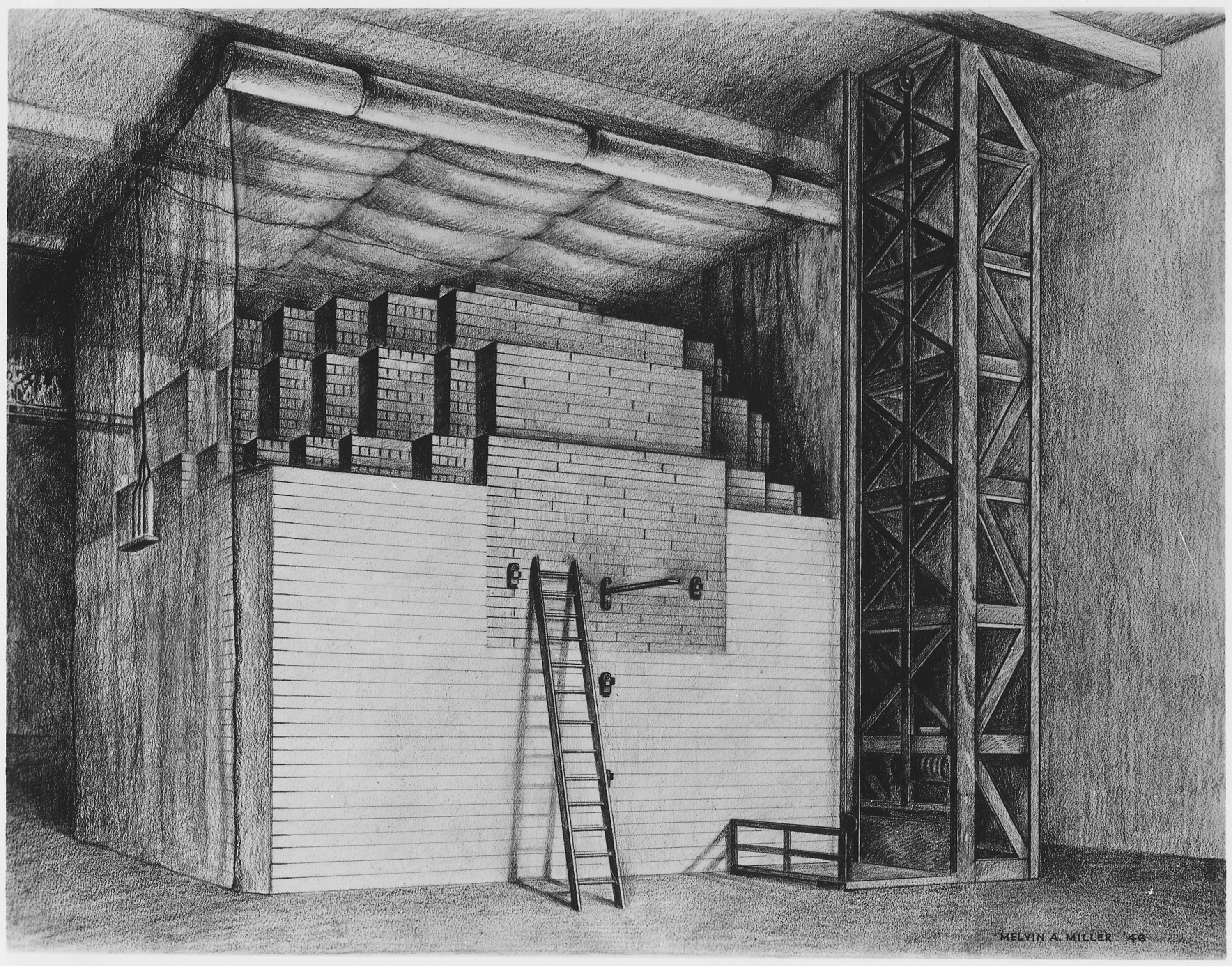
Kresba přibližné podoby prvního reaktoru na stadiónu Stagg Field (z důvodu utajení nebyly pořízeny žádné fotografie).

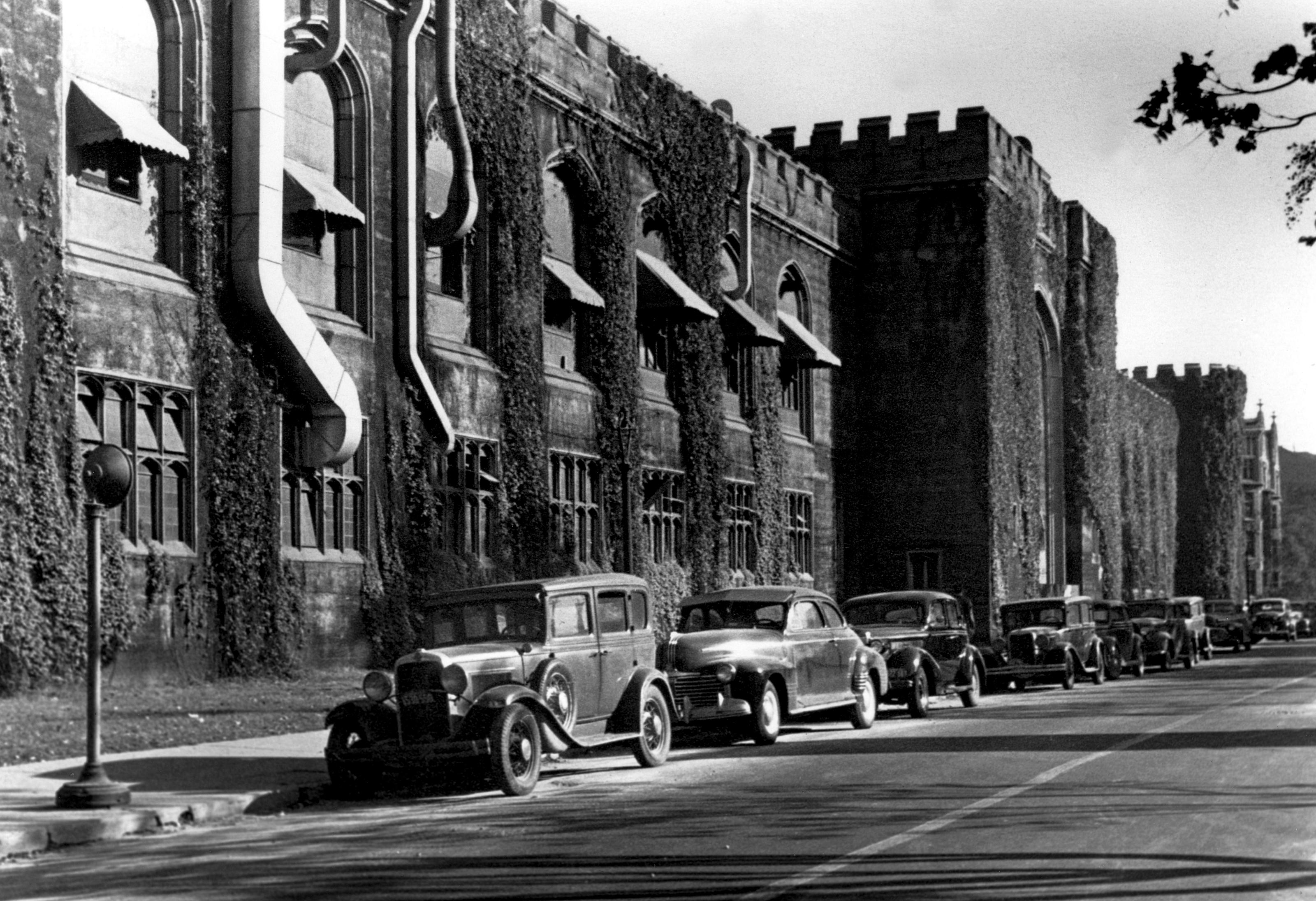
Stagg Field, Chicagská univerzita, fotbalový stadion byl zbořen v roce 1957.

Jednoduchou konstrukci ryze experimentálního reaktoru, jehož cílem bylo pouze ověřit proveditelnost řízené jaderné reakce, navrhl italský fyzik Enrico Fermi se svými spolupracovníky. Aktivní zónu tvořilo velké množství ultračistých grafitových cihel, kde uprostřed byly umístěn uran, střídavě s dalšími grafitovými cihlami. Původně se reaktor měl stavět již v nové lokalitě mimo Chicago (Site A) popsané výše. Výstavba nového centra v Argonne se ale opozdila kvůli potížím firmy Stone & Webster s náborem kvalifikovaných pracovníků a získáním potřebných stavebních materiálů.:s.91:s.429
Compton proto schválil Fermiho návrh postavit reaktor pod tribunami na stadionu Stagg Field. Budování reaktoru začalo 16. listopadem 1942. Práce probíhaly nepřetržitě ve dvanáctihodinových směnách, které vedli Herbert L. Anderson a Walter Zinn, stavby se jinak účastnil převážně neproškolený personál. Velkou část manuální práce provedli hráči místního univerzitního fotbalového týmu, kteří v rámci kondičního tréninku jednoduše donesli grafitové cihly na místo.:s.136–137:s.433:s.91–92
Po dokončení konstrukce z dřevěných trámů vysoká asi 6 metrů obsahovala přibližně 5,4 tuny kovového uranu, 45 tun oxidu uranu a 360 tun grafitu, přičemž náklady se odhadují na 2,7 miliónu dolarů. Dne 2. prosince 1942 bylo dosaženo první řízené jaderné reakce při výkonu asi 0,5 Wattu, po několika minutách automatický systém štěpnou reakci zastavil. Dne 12. prosince 1942 byl reaktoru znovu spuštěn a výkon zvýšen až na 200 Wattů. Vzhledem k absenci jakéhokoli stínění reaktor představoval radiační nebezpečí nejen pro účastníky experimentu, ale také pro okolí. Proto se ve zkouškách pokračovalo opět jen s výkonem 0,5 Wattu.:s.16–17:s.3.9

### Chicago Pile-2
Počínaje 28. únorem 1943 proběhla demontáž prvního reaktoru CP-1 na stadionu v Chicagu a veškerý materiál byl převezen do mezitím dostavěného centra v Argonne, kde byl původní materiál použit na stavbu Chicago Pile-2 (CP-2). Tento reaktor byl o něco větší (výška asi 7,6 metru a čtvercová základna 9,1 metru). Byl již obklopen betonovými stěnami o tloušťce přibližně 1,5 metru, které fungovaly jako radiační štít, na horní straně byl použít štít z olova o tloušťce 15 cm a ze dřeva o tloušťce 130 cm. Původní materiál byl doplněn o nový, takže reaktor obsahoval 47 tun uranu a 428 tun grafitu. Ani tento reaktor ještě neměl žádný chladicí systém, protože pracoval pouze při výkonu nejvýše několik kilowattů. Reaktor CP-2 byl uveden do provozu v březnu 1943.:s.23, 428

### Chicago Pile-3

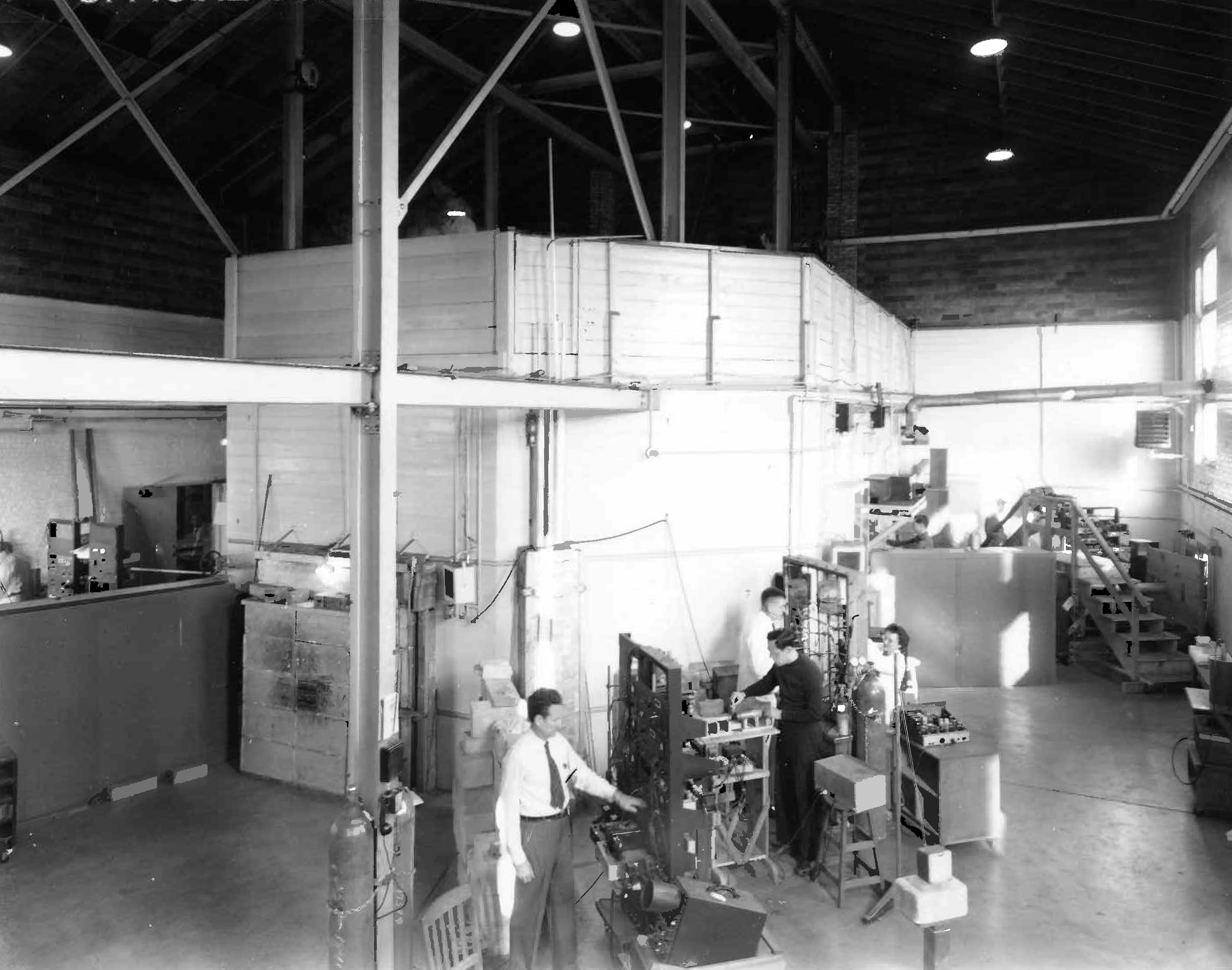
Reaktor Chicago Pile-3.

Další reaktor, známý jako Chicago Pile-3 (CP-3), byl postaven v Argonne v roce 1944. Zatímco reaktory CP-1 a CP-2 byly velmi podobné, tento byl zcela odlišný. Jednalo se o první reaktor na světě, který používal jako moderátor neutronů místo grafitu těžkou vodu. V době stavby CP-1 a CP-2 nebyla těžká voda ještě k dispozici, ale díky projektu P-9 v rámci projektu Manhattan se stala dostupnou ve velkém množství.:s.8–9
Reaktor byla v podstatě velká hliníkovou nádrž o průměru 1,8 metru, která byla naplněna těžkou vodou o hmotnosti 5,9 tuny. Ve víku byly pravidelně rozmístěny otvory, kterými do těžké vody procházelo 121 uranových tyčí obalených hliníkem. Nádrž byla obklopena grafitovým neutronovým odražečem, který byl ještě obklopen olověným štítem a betonem. Stínění na horní straně reaktoru zajišťovaly vrstvy čtvercových odnímatelných cihel o straně 30 cm, složené z vrstev železa a masonitu (dřevovláknitá deska s vysokou hustotou).
Těžká voda byla chlazena výměníkem tepla, který používal běžnou vodu. Vedle běžných řídících tyčí pro kontrolu štěpné reakce zde byl i havarijní mechanismus pro vypuštění těžké vody do spodní nádrže. Stavba byla zahájena 1. ledna 1944. Reaktor byl poprvé spuštěn v květnu 1944 a plný výkon 300 kW byl dosažen v červenci 1944. Konstrukce reaktoru umožnila během války prakticky nepřetržitý provoz a současně usnadňovala provádění různých experimentů, včetně testů ke zkoumání vlastností izotopů (např.tritia) a určování záchytu neutronů u různých prvků a sloučenin, které by mohly být použity pro konstrukci budoucích reaktorů nebo se vyskytují jako nežádoucí příměsi. Reaktor se používal také ke zkouškám přístrojového vybavení, k experimentům pro stanovení tepelné stability materiálů a k výcviku obsluhy.:s.26:s.3.13–3.14:s.173

## Návrh a konstrukce produkčních reaktorů
Reaktory Chicago Pile-1 až Chicago Pile-3 se postupně zdokonalovaly (a v případě CP-3 šlo o velmi odlišnou konstrukci), ale všechno to byly v zásadě experimentální reaktory. Hlavním úkolem však byl návrh a konstrukce ryze produkčních reaktorů, jež by používaly přírodní (neobohacený) uran, který bude využit pro výrobu plutonia-239, nezbytného pro plutoniovou verzi atomové bomby. Konstrukce reaktorů pro výrobu plutonia zahrnovala řadu problémů nejen v oblasti jaderné fyziky, ale i v inženýrství a konstrukci.:s.2.6–2.7

### Homogenní × heterogenní konstrukce

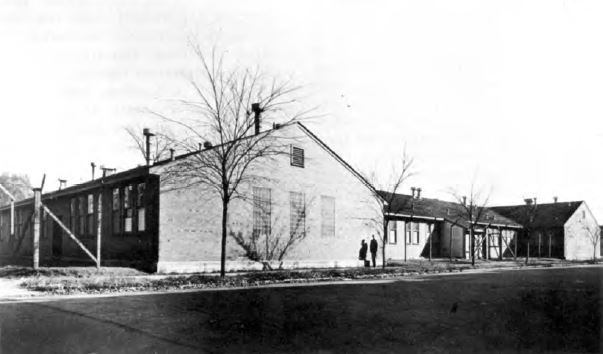
Nová budova chemického oddělení v univerzitním kampusu.

Otázkám jako je dlouhodobý vliv záření na různé materiály, věnovala metalurgická laboratoř značnou pozornost Uvažovalo se o dvou typech reaktorů: homogenním, v němž byly moderátor a palivo smíchány dohromady, a heterogenním, v němž byly moderátor a palivo uspořádány do mřížkové konfigurace. Již koncem roku 1941 matematická analýza ukázala, že mřížková konstrukce má oproti homogennímu typu určité výhody, a proto byla zvolena jak pro Chicago Pile-1, tak pro pozdější výrobní reaktory.

### Volba moderátoru neutronů
Dalším důležitým rozhodnutím byla volba moderátoru neutronů. Byl zvolen ultračistý grafit především na základě jeho dostupnosti ve srovnání s berylliem nebo těžkou vodou (použitelnost těžké vody jako moderátoru byla ověřena v experimentálním reaktoru Chicago Pile-3, jak bylo popsáno výše).:s.2.9–2.11

### Výběr chladiva
Rozhodnutí jaké použít chladivo vyvolalo rovněž rozsáhlé debaty. Metalurgická laboratoř nejprve navrhla helium, protože mohlo sloužit jako chladivo a současně také jako moderátor neutronů. Obtíže spojené s jeho použitím však byly nepřehlédnutelné byly . Bylo by zapotřebí velké množství hélia, muselo by být velmi čisté (bez příměsí pohlcujících neutrony). K cirkulaci plynu v reaktoru by byla zapotřebí speciální dmychadla a musel by se vyřešit problém úniku radioaktivních plynů. Žádný z těchto problémů však nebyl považován za nepřekonatelný. Rozhodnutí použít helium bylo sděleno společnosti DuPont, která byla odpovědná za stavbu výrobních reaktorů, a ta toto rozhodnutí zpočátku přijala.:s.3.14–3.15
Počátkem roku 1943 Eugene Paul Wigner a jeho teoretická skupina (kterou tvořili Alvin Weinberg, Katharine Way, Leo Ohlinger, Gale Young a Edward Creutz), vypracovali návrh výrobního reaktoru s vodním chlazením. Volba vody jako chladiva byla kontroverzní, protože bylo známo, že pohlcuje neutrony, čímž snižuje účinnost reaktoru, ale Wigner byl přesvědčen, že výpočty jeho skupiny jsou správné a že s čistším grafitem a uranem, které byly nyní k dispozici, bude voda fungovat, zatímco technické obtíže spojené s použitím helia jako chladiva by projekt zpozdily.:s.217–218:s.22–24
Návrh reaktoru s vodním chlazením dále zahrnoval použití tenké vrstvy hliníku, která chránila uran před korozí způsobenou chladicí vodou. Válcovité uranové články s hliníkovým pláštěm by procházely kanály skrz reaktor do chladicího jezírka. Jakmile by se radioaktivita článků dostatečně snížila, byly by odvezeny do separační továrny, kde by došlo k oddělení plutonia od všech ostatních složek. Po přezkoumání obou návrhů se inženýři společnosti DuPont rozhodli pro chlazení vodou. Až v roce 1959 byl na tento návrh reaktoru vydán patent na jména Creutz, Ohlinger, Weinberg, Wigner a Young.:s.167:s.3.16

### Řešení dalších problémů
Metalurgická laboratoř dále testovala různé přísady do vody, aby prověřila jejich účinek. Zjistilo se, výše popsaná koroze se minimalizuje, když je voda mírně kyselá, proto byla do vody přidána zředěná kyselina sírová, aby voda měla pH 6,5. Do vody byly přidávány i další přísady, jako křemičitan sodný, dichroman sodný a kyselina šťavelová, aby se zabránilo tvorbě usazenin a povlaku, který by mohl bránit cirkulaci chladicí vody.:s.4.5–4.7
Použití hliníku na povrchu palivových článků nejen chránilo kovový uran před korozí při kontaktu s vodou, ale také bránilo úniku plynných radioaktivních štěpných produktů, které by mohly vznikat při jejich ozařování. Hliník byl zvolen proto, že plášť musel propouštět teplo a současně nesměl absorbovat příliš mnoho neutronů. Výrobě palivových článků a jejich ochraně hliníkem byla věnována velká pozornost, protože jakékoliv jejich poškození by mohlo ucpat nebo poškodit kanály pro jejich zasunutí reaktoru. Metalurgická laboratoř proto detailně zkoumala všechny výrobní postupy a prováděla řadu různých zkoušek.:s.146–147:s.4.5–4.7
Důležitá oblast výzkumu se týkala tzv. Wignerova efektu. Při bombardování palivových článků neutrony dochází také k poškozování okolních materiálů. V případě kovů to může vést k jejich zkřehnutí a tím významnému omezení životnosti reaktorové nádoby. Ukázalo se, že grafitové bloky používané jako moderátor neutronů jsou obzvláště citlivé na tento efekt: atomy uhlíku v grafitu jsou vyraženy z jeho krystalické struktury, což v průběhu času způsobuje zahřívání a hlavně bobtnání grafitu. Zkoumání tohoto problému trvalo velmi dlouho a až ke konci roku 1946 se podařilo najít uspokojivé řešení.:s.5.1–5.2:s.213–215

### Reaktor X-10, Oak Ridge

Schéma reaktoru X-10.

Reaktor X-10 je vyřazený jaderný reaktor postavený v roce 1943 v rámci projektu Manhattan, již v nové lokalitě, tajném městě Oak Ridge ve státě Tennessee (během války se používalo krycí označení „Site X“). Byl známý též pod označeními Clinton Pile nebo X-10 Pile a byl to druhý jaderný reaktor na světě (po Chicago Pile-1, který navrhl tým Enrica Fermiho) a první reaktor navržený a postavený pro nepřetržitý provoz. Jako moderátor neutronů používal velmi čistý grafit, jako palivo přírodní (neobohacený) uran ve formě kovu a byl chlazený vzduchem.:s.191–193:s.S4
První Chicago Pile-1 sloužil k ověření, zda lze jaderný reaktor vůbec postavit a dosáhnout v něm řízené štěpné reakce. Ale jeden z hlavních cílů projektu Manhattan, kterým byla výroba dostatečného množství plutonia pro plutoniovou verzi atomové bomby, vyžadoval tisíckrát výkonnější reaktory spolu s navazujícím zařízením pro chemickou separaci plutonia (vzniklého v reaktorech) od zbylého uranu a štěpných produktů. Před postavením takto velkých produkčních reaktorů a separačních továren se považoval za rozumné jako mezikrok postavit další částečně experimentální, ale již poloprovozní reaktor, na kterém by bylo možné vyvinout a ověřit různé technologie, postupy a také provádět školení personálu. Tímto mezistupněm před dalšími výkonnějšími reaktory se stál právě reaktor X-10.:s.54–55:s.82
Výstavbu zahájila společnost DuPont 2. února 1943 v tzv. Clinton Engineer Works v Oak Ridge. Pod dohledem Comptona, Whitakera a Fermiho z Metalurgické laboratoře byl reaktor spuštěn 4. listopadu 1943 a první plutonium vyrobil počátkem roku 1944. Získané plutonium se tehdy měřilo ještě na zlomky nebo jednotky gramů, ale i to bylo mnohem více, než mikrogramová množství z laboratoří. Studium těchto vzorků v Los Alamos vedlo k poznání, že v případě plutonia je nutné opustit koncepci bomby zvanou Thin Man a zvolit konstrukčně mnohem složitější implozivní typ zvaný Fat Man.:s.228, 240–244
Reaktor a závod na chemickou separaci poskytly neocenitelné zkušenosti inženýrům, technikům, operátorům reaktoru a bezpečnostním pracovníkům, kteří poté přešli do Hanford Site, kde byly postaveny již produkční reaktory a továrny na separaci plutonia. Od roku 1945 byl reaktor předán výzkumným aktivitám a výrobě radioaktivních izotopů pro vědecké, lékařské, průmyslové a zemědělské účely. V roce 1963 byl uzavřen a v roce 1965 byl označen za národní historickou památku. Od roku 2015 je součástí nově vzniklého Manhattan Project National Historical Park a lze ho navštívit v rámci exkurzí, které organizuje American Museum of Science and Energy, pro velký zájem je však nutná rezervace s velkým předstihem.

### Reaktory B/D/F, Hanford Site

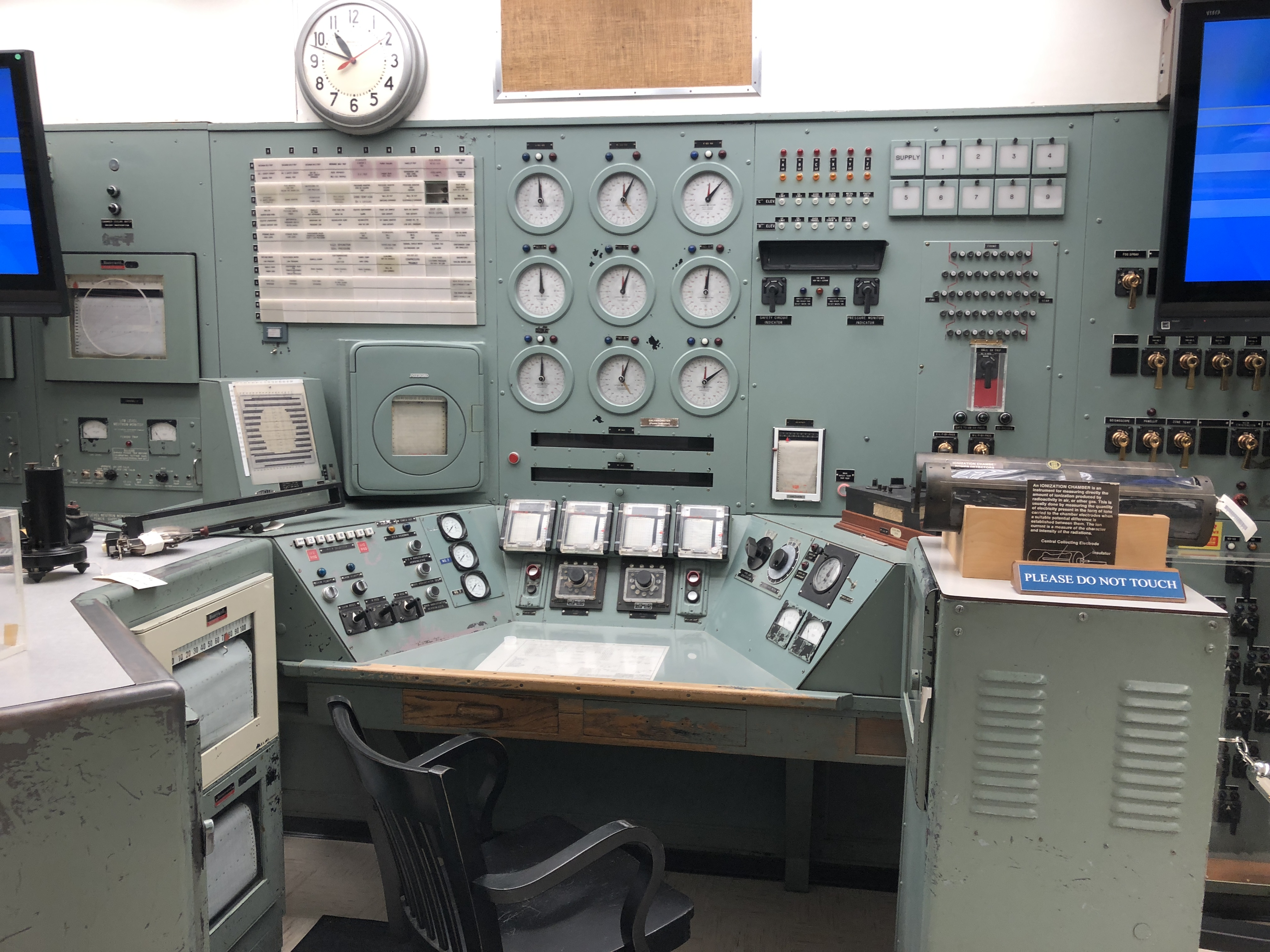
Řídící centrum reaktoru B během exkurze turistů.

Reaktor B byl vůbec prvním velkým (produkčním) jaderným reaktorem, spuštěn byl koncem září 1944, ale pro problémy s absorbátory neutronů vyrobil první plutonium až 6. listopadu 1944. Reaktory D a F stejné konstrukce byly spuštěny krátce poté, v prosinci 1944 a v únoru 1945. Na tyto reaktory navazovaly tři separační továrny, které zajišťovaly oddělení plutonia od zbylého uranu a štěpných produktů. Všechny tyto reaktory postavila opět společnost DuPont. Konstrukce vycházela ze zkušeností s experimentálními reaktory, které byly postaveny v Metalurgické laboratoři v Chicagu, ale především z poznatků získaných během konstrukce a provozu reaktoru X-10.
Reaktory B/D/F (stejně jako reaktor X-10) používaly k výrobě plutonia neobohacený uran, moderátor neutronů byl opět grafit, ale chlazeny byly vodou (zatímco X-10 byl chlazen vzduchem). Tyto tři reaktory měly být původně postaveny rovněž v Oak Ridge, ale z více důvodů bylo rozhodnuto v Oak Ridge dobudovat „pouze“ tři obrovské výrobní komplexy na obohacování uranu a všechny nové reaktory postavit ve zcela nové lokalitě, vybrán byl Hanford Site ve státě Washington (tedy téměř na opačné straně USA), krycí označení „Site W“.:s.69–71
Reaktory B/D/F měly v rámci projektu Manhattan zásadní význam. Zatímco v laboratořích byly získávány pouze mikrogramová množství plutonia, v reaktoru X-10 zlomky gramů a později jednotky gramů, tyto reaktory po překonání počátečních problémů vyráběly nejprve desítky až stovky gramů a od dubna 1945 to byly již kilogramová množství, tedy dostatek pro dvě plutoniové bomby (zkušební a Fat Man). Po skončení války zde byly postaveny další plutoniové reaktory a produkce plutonia se tak opět násobně zvýšila.
Pro svůj historický význam byl reaktor B 19. srpna 2008 zařazen mezi národní historické památky USA (National Historical Landmark) a v červenci 2011 doporučila organizace National Park Service, aby byl reaktor B zařazen do připravovaného Manhattan Project National Historical Park (MPNHP). Po dvou předchozích neúspěšných pokusech byl příslušný zákon schválen v Kongresu v roce 2014 a v roce 2015 byl MPNHP slavnostně vyhlášen. Podobně jako v případě Oak Ridge, návštěvníci mohou po předchozí rezervaci absolvovat prohlídku reaktoru B a několika dalších dochovaných staveb a zařízení v lokalitě Hanford Site.

## Chemie a metalurgie

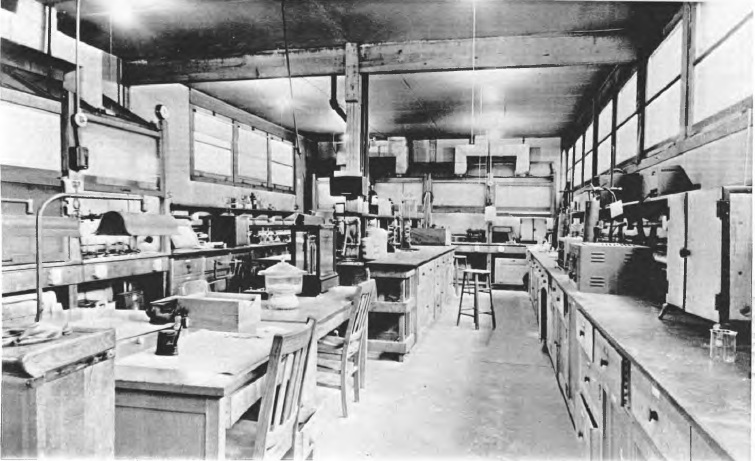
Laboratoř v nové budově chemického oddělení.

Důležitou součástí výzkumných a vývojových aktivit laboratoře byly různé chemické a metalurgické procesy, které byly pro úspěšnou konstrukci jaderných reaktorů a separačních továren nezbytné. Metalurgické práce se soustředily zejména na uran a plutonium. Přestože uran byl v té době znám již více než sto let, o jeho fyzikálních a chemických vlastnostech se vědělo jen málo, o čemž svědčí i skutečnost, že v odborné literatuře se jeho uváděná teplota tání lišila o téměř 280 °C.

### Metalurgie uranu a plutonia
Vlastnosti uranu zkoumal hlavně tým, který vedl americký fyzik Edward Creutz. Při správném rozsahu teplot lze uran kovat, válcovat a tahat do tyčí, které vyžaduje konstrukce výrobního reaktoru. Tým zjistil i z hlediska výrobních procesů negativní vlastnosti, např. při řezání uranu mohou jeho třísky vzplanout. Metalurgická laboratoř také vyvinula (ve spolupráci se společnostmi Alcoa a General Electric) metodu vytvoření ochranného hliníkového pláště pro palivové články, která byla potřebná kvůli korozi, jak bylo zmíněno výše.:s.175
Metalurgická laboratoř byl pod velkým tlakem, aby získala dostatečný zdroj zpracovaného uranu. Proto se Compton, Spedding a Hilberry v dubnu 1942 sešli s Edwardem Mallinckrodtem v sídle jeho chemické společnosti v St. Louis ve státě Missouri. Jeho společnost vymyslela a zavedla novou techniku zpracování uranu, do poloviny května 1942 předložila úspěšné zkušební vzorky uranu, do začátku prosince 1942 dodala uran potřebný pro stavbu prvního experimentálního reaktoru Chicago Pile-1 a ještě před podpisem smlouvy dodala celou objednávku na prvních šedesát tun.
Metalurgie plutonia pak byla zcela neznámá, protože tento prvek byl objeven teprve krátce před vznikem projektu Manhattan. Poprvé bylo plutonium připraveno v roce 1940 při bombardování uranu neutrony. První vážitelné množství čistého plutonia bylo izolováno ještě o něco později, zasloužil se o to Seaborgův tým v Jonesově laboratoři. Dokud nebyly k dispozici reaktory navržené právě metalurgickou laboratoří, vyráběla se nepatrná (mikrogramová) množství plutonia v cyklotronu na Washingtonově univerzitě v St. Louis.:s.176:s.14, 26

### Chemická separace plutonia

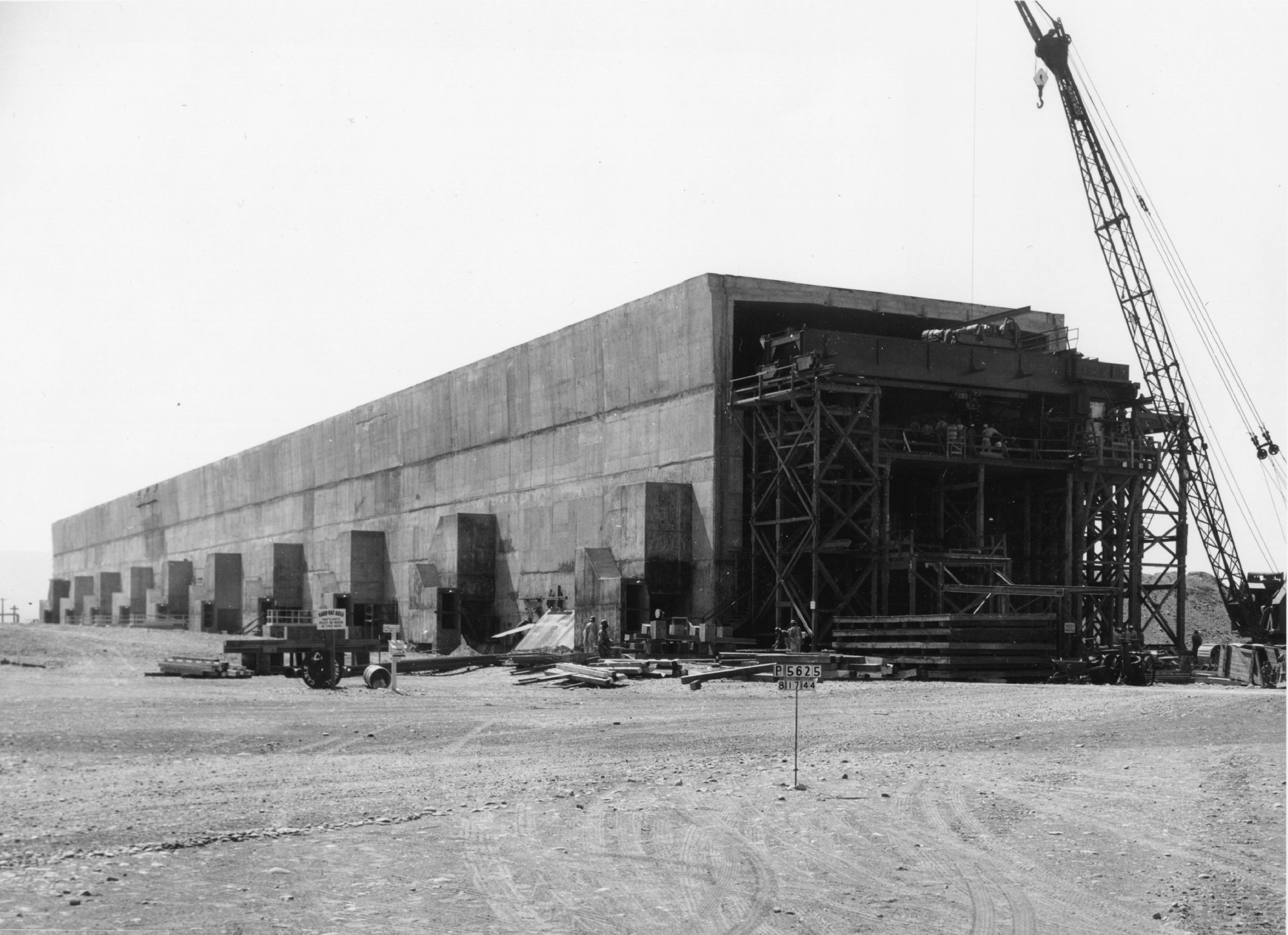
První ze tří továren na separaci plutonia v Hanford Site (budova 221-T) během výstavy.

K výrobě plutonia z přírodního (neobohaceného) uranu sloužily ještě převážně experimentální reaktor X-10 v lokalitě Oak Ridge ve státě Tennessee a již ryze produkční reaktory B, D a F v nové lokalitě Hanford Site ve státě Washington. Stejné důležité jako návrh těchto reaktorů bylo i vytvoření metody separace plutonia od uranu a zbytků štěpení vzniklých v těchto reaktorech, která by byla použitelná v průmyslovém měřítku.:s.26
Tuto metodu, tzv. bismut fosfátový proces, vyvinula metalurgická laboratoř ve spolupráci s firmou DuPont, která reaktory i separační továrny v Hanford Site postavila. Tato metoda se pak používala jako jediná metoda separace až do konce 40. let. V roce 1947 byly v Hanfordu zahájeny pokusy s novým procesem nazvaným REDOX, který byl účinnější. Výstavba nového zařízení REDOX byla zahájena v roce 1949 a provoz byl zahájen v lednu 1952. V roce 1952 byla proto také uzavřena první ze tří původních separačních továren postavených za druhé světové války. V roce 1956 pak byl otevřen PUREX, ještě účinnější separační továrna.:s.26

## Další a pozdější aktivity

### Radiační bezpečnost
Když bylo jisté, že jaderné reaktory budou v obrovském měřítku využívat a produkovat radioaktivní materiály, vznikly značné obavy z hlediska radiační bezpečností a zdravotních dopadů. Robert S. Stone, který pracoval s Ernestem Lawrencem na Kalifornské univerzitě, byl najat jako vedoucí programu zdravotní a bezpečnostní ochrany v rámci metalurgické laboratoře. Radiolog Simeon Cutler, převzal odpovědnost za radiační bezpečnost v Chicagu, později přešel do čela programu v Hanford Site, kde se začalo vyrábět plutonium ve velkém měřítku. Leslie Groves (šéf celého projektu Manhattan) jmenoval Stafforda L. Warrena z Rochesterské univerzity vedoucím lékařské sekce projektu Manhattan. Postupem času nabývalo studium biologických účinků záření na významu. Zjistilo se, že plutonium se (stejně jako radium) usazuje v kostech, takže je obzvláště nebezpečné.:s.180–181
Health Division (Zdravotní oddělení) metalurgické laboratoře postupně vypracovalo různé normy a pravidla pro omezení zdravotních rizik. Pracovníci byli pravidelně kontrolováni na klinikách Chicagské univerzity, ale tato zpětná zdravotní kontrola nebyla dostačující pro prevenci. Byly proto vyvinuty osobní dozimetry s křemennými vlákny a dozimetry používající film, které umožňovaly individuálně měřit jaké dávce ionizujícího záření byli konkrétní pracovníci vystaveni.:s.5.1–5.2:s.34–37
Zdravotní oddělení úzce spolupracovalo s přístrojovou skupinou v rámci fyzikálního oddělení na vývoji různých druhů detektorů, včetně přenosných Geigerových-Müllerových čítačů. Herbert M. Parker vytvořil metriku pro expozici záření, kterou nazval „roentgen equivalent in man“ (biologický ekvivalent röntgena), z čehož vznikla zkratka této jednotky „rem“. Rem zohledňoval nejen velikost absorbované dávky záření, ale současně také biologickou účinnost daného záření. Až o mnoho let později byla jednotka rem nahrazena v soustavě SI novou jednotkou Sievert.:s.40–42
Jakmile byla k dispozici větší než mikrogramová množství plutonia, tedy když ho v roce 1943 začal vyrábět poloprovozní grafitový reaktor X-10 v Clinton Engineer Works v Oak Ridge, rozběhly se naplno také výzkumné práce na stanovení toxicity plutonia. Na základě toho bylo upraveno vybavení pracovišť (např. rozsáhlé úpravy vzduchotechniky laboratoří) a změněny pracovní postupy jak v rámci metalurgické laboratoře v Chicagu, tak v Oak Ridge (a později také na dalších místech projektu Manhattan, pokud se tam s plutoniem rovněž pracovalo).:s.53–55

### Přesuny vrámci projektu Manhattan
V letech 1943 a 1944 se metalurgická laboratoř zaměřila nejprve na zprovoznění reaktoru X-10 v Oak Ridge a poté na reaktory B, D a F v Hanfordu. V té době zde také pracovalo nejvíce zaměstnanců, další se na projektech podíleli. Koncem roku 1944 se laboratoř zaměřila na školení operátorů (jak pro provozy na obohacování uranu, tak reaktorů na výrobu plutonia a zařízení na jeho separaci).:s.26
Velká část chemického oddělení se již v říjnu 1943 přesunula do Oak Ridge a mnoho pracovníků bylo v roce 1944 postupně převeleno na další pracoviště projektu Manhattan, zejména do Hanfordu (kde se naplno rozbíhala výroba plutonia) a do Los Alamos, kde probíhal vývoj a konstrukce obou verzi (uranové a plutoniové) atomové bomby. Mnoho fyziků, chemiků nebo techniků bylo v Los Alamos potřeba také pro různé podpůrné činnosti. Enrico Fermi se v září 1944 stal vedoucím divize v Los Alamos a Walter Zinn se stal ředitelem laboratoře v Argonne.:s.7.1:s.29–30, 35
Došlo ještě k mnoha dalším personálním a organizačním změnám a přesunům. Kde to bylo možné, Chicagská univerzita se snažila znovu zaměstnat pracovníky z projektů, které již skončily, ale často to nebylo možné. Jediným oddělením, které se od listopadu 1944 do března 1945 rozrostlo, bylo zdravotnické oddělení. Všechna ostatní oddělení ztratila nejméně 20 procent svých zaměstnanců. Z nejvyššího počtu přes 2000 zaměstnanců k 1. červenci 1944 klesl počet lidí pracujících v Metalurgické laboratoři na 1444 k 1. červenci 1945.:s.7.2:s.25, 29–30

### Založení Argonne National Laboratory
Konec války odliv pracovníků neukončil. Glenn Seaborg odešel 17. května 1946 a s ním také většina zbylých pracovníků chemického oddělení. 1. července 1946 se z dosavadní metalurgické laboratoře oficiálně stala Argonne National Laboratory, první z nově vzniklé sítě národních laboratoří financovaných federální vládou, které po válce postupně vznikly na různých místech projektu Manhattan. Mezi další patří např. Los Alamos National Laboratory v Novém Mexiku (která de facto vznikla také krátce po válce, ale současný název získala až v roce 1981), Oak Ridge National Laboratory v Tennessee a několik dalších.:s.40
Prvním ředitelem Argonne National Laboratory se stal Walter Zinn. Nová (resp. transformovaná) laboratoř měla k 31. prosinci 1946 celkem 1278 zaměstnanců. K tomuto dni skončil projekt Manhattan a odpovědnost za národní laboratoře a celý jaderný program přešla na nově založenou Komisi pro atomovou energii (United States Atomic Energy Commission). Činnost Metalurgické laboratoře vedla také k založení Institutu Enrica Fermiho (EFI: Enrico Fermi Institute) a Institutu Jamese Francka (JFI: James Franck Institute). Oba tyto instituty zůstávají součástí Chicagské univerzity.:s.600:s.394–398:s.7.1
Všechny národní laboratoře patří mezi největší a nejvýznamnější vědecké a výzkumné laboratoře nejen v rámci USA, ale i celosvětově. V současnosti se kromě jaderného výzkumu a energetiky zabývají velice širokým spektrem oborů, mezi které patří např. počítače, superpočítače a kvantové počítače, vývoj biopaliv a dalších alternativních paliv, aplikace v medicíně, spolupráce na vybraných projektech v kosmonautice, nanotechnologie a mnohé další.

### Finanční vyrovnání sChicagskou univerzitou
Na základě původní smlouvy z 1. května 1943, která měla univerzitě uhradit pouze vynaložené náklady (non-profit contract) na vybudování a provoz laboratoře, bylo univerzitě vyplaceno téměř 28 miliónů dolarů (přesně 27 933 134,83 USD). Platnost původní smlouvy skončila 30. června 1946 a byla nahrazena novou doplňkovou smlouvou, která platila do 31. prosince 1946. Na základě této smlouvy bylo vyplaceno dalších 2 756 730,54 USD.:s.2.2–2.3

### Sanace životního prostředí
V roce 1974 zahájila vláda Spojených států v rámci programu FUSRAP (Formerly Utilized Sites Remedial Action Program) sanaci starých lokalit celého projektu Manhattan. Mezi ně patřily i ty, které využívala Metalurgická laboratoř v Chicagu a okolí. Stadión Stagg Field byl zbořen již v roce 1957, takže zde žádné dodatečné sanační práce již nemohly být provedeny. V roce 1977 proběhla dekontaminace celkem 23 míst v Kentově laboratoři a v roce 1984 dalších 99 míst v Eckhartově, Ryersonově a Jonesově laboratoři.
Rozsah sanací zdaleka nebyl tak velký jako např. v Los Alamos nebo v Hanford Site, ale i tak bylo shromážděno asi 17 krychlových metrů pevného a několik set litrů kapalného odpadu, který byl odvozen na různá místa k odborné likvidaci. Komise pro atomovou energii ukončila pronájem areálu zbrojnice v roce 1951 a ten byl navrácen státu Illinois. Testy v letech 1977, 1978 a 1987 opakovaně ukázaly zbytkovou úroveň radioaktivity, která překračovala směrnice ministerstva energetiky, a proto byla v letech 1988 a 1989 provedena dekontaminace, po níž bylo místo prohlášeno za vhodné k neomezenému využívání.